# أليستير سيلفستر
أليستير سيلفستر (بالإنجليزية: Alistair Sylvester)‏ هو متزلج فني أمريكي، ولد في 29 أكتوبر 1994 في موديستو في الولايات المتحدة.

## وصلات خارجية
- أليستير سيلفستر على موقع الاتحاد الدولي للتزلج (الإنجليزية)
- أليستير سيلفستر على موقع الاتحاد الدولي للتزلج (الإنجليزية)